# آرتور کورن (معمار)
آرتور کورن (انگلیسی: Arthur Korn؛ ۴ ژوئن ۱۸۹۱ – ۱۴ نوامبر ۱۹۷۸ (۸۷ ساله)) معمار اهل آلمان بود.